# Raionul Prîmorsk, Zaporijjea
Prîmorsk (în ucraineană Приморський район, transliterat: Prîmorskîi raion) este un raion în regiunea Zaporijjea, Ucraina. Reședința sa este orașul Prîmorsk.

## Demografie
Componența lingvistică a raionului Prîmorsk
     Rusă (55,18%)
     Ucraineană (32,47%)
     Bulgară (11,95%)
     Alte limbi (0,17%)
Conform recensământului din 2001, majoritatea populației raionului Prîmorsk era vorbitoare de rusă (55,18%), existând în minoritate și vorbitori de ucraineană (32,47%) și bulgară (11,95%).